# دومينيك راب
دومينيك ريني راب (بالإنجليزية: Dominic Rennie Raab)‏ (مواليد 25 فبراير 1974 في باكينغهامشير) سياسي بريطاني ينتمي لحزب المحافظين يشغل مناصب نائب رئيس الوزراء ‏ ووزير العدل واللورد المستشار في حكومة ريشي سوناك منذ 25 أكتوبر 2022. نائب في البرلمان ‏ عن إيشر ووالتن منذ عام 2010. شغل سابقًا منصب وزير انسحاب المملكة المتحدة من الاتحاد الأوروبي من 9 يوليو إلى 15 نوفمبر 2018 ومنصبي سكرتير الدولة الأول ووزير الخارجية من 24 يوليو 2019 إلى 15 سبتمبر 2021.

## مناصب
- انتخب Secretary of State for Exiting the European Union [الإنجليزية]‏ (9 يوليو 2018 – 15 نوفمبر 2018).
- في انتخابات المملكة المتحدة لعام 2010، انتخب عضو برلمان المملكة المتحدة الـ55 عن دائرة إيشر ووالتن وقد انضم خلال فترته النيابية ‏ (6 مايو 2010 – 30 مارس 2015) للكتلة البرلمانية حزب المحافظين.
- في الانتخابات العامة في المملكة المتحدة 2015، انتخب عضو برلمان المملكة المتحدة الـ56 عن دائرة إيشر ووالتن وقد انضم خلال فترته النيابية ‏ (8 مايو 2015 – 3 مايو 2017) للكتلة البرلمانية حزب المحافظين.
- في الانتخابات التشريعية البريطانية 2017، انتخب عضو برلمان المملكة المتحدة الـ57 عن دائرة إيشر ووالتن وقد انضم خلال فترته النيابية ‏ (8 يونيو 2017 – ) للكتلة البرلمانية حزب المحافظين.

## وصلات خارجية
- دومينيك راب على موقع مونزينجر (الألمانية)

- الموقع الرسمي